# Agoragebouw

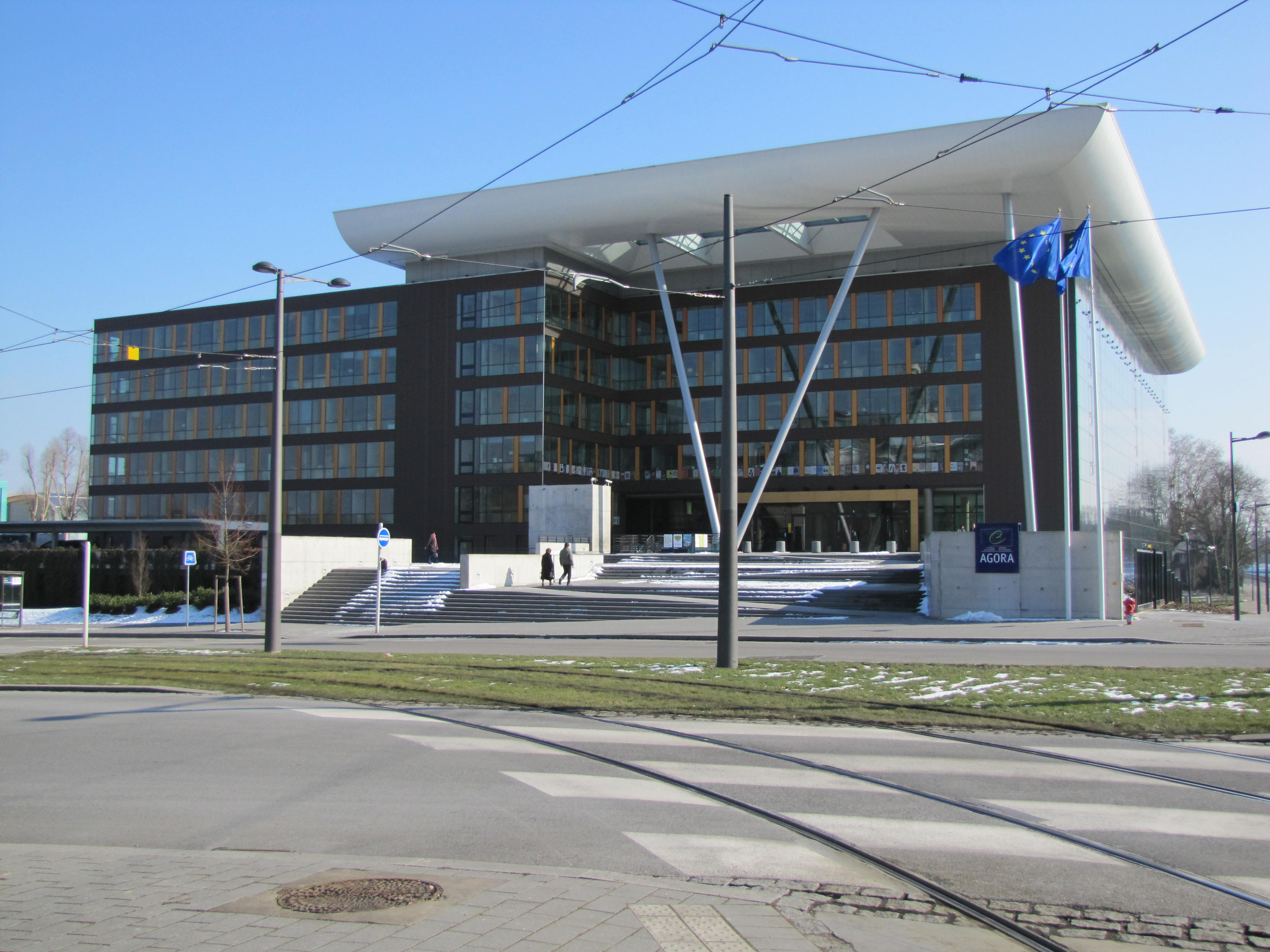
Het Agoragebouw

Het Agoragebouw is een gebouw van de Raad van Europa in het Franse Straatsburg. Het werd in april 2008 in gebruik genomen en ligt vlak bij het Palais de l'Europe en het Europees Hof voor de Rechten van de Mens. Het gebouw werd ontworpen door architectenbureaus Art & Build uit Brussel en Denu et Paradon uit Straatsburg. Agora heeft een glazen voorgevel met daarachter twee atria die worden omgeven door vergaderruimtes bekleed met gepatineerd koper.